# Oscar Carlén
Oscar Carlén (ur. 11 maja 1988 w Karlstad) – szwedzki piłkarz ręczny, reprezentant kraju. Obecnie występuje w Bundeslidze, reprezentuje barwy HSV Hamburg. Gra na pozycji prawego rozgrywającego. W kadrze narodowej zadebiutował w 2007 roku.
Jest synem Pera Carléna, byłego piłkarza ręcznego, reprezentanta Szwecji, a obecnie trenera.
Od sezonu 2011/12 będzie występował w HSV Hamburg.

## Wyróżnienia
- 2007: Piłkarz ręczny roku w Szwecji